# Kompsoprium firmosum
Kompsoprium firmosum är en mångfotingart som beskrevs av Kraus 1960. Kompsoprium firmosum ingår i släktet Kompsoprium och familjen Odontopygidae. Inga underarter finns listade i Catalogue of Life.